# Kristin Pudenz
Kristin Pudenz (ur. 9 lutego 1993 w Herford) – niemiecka lekkoatletka specjalizująca się w rzucie dyskiem, olimpijka (2021, 2024).
Międzynarodową karierę rozpoczęła od brązu olimpijskiego festiwalu młodzieży w Tampere (2009). W 2015 sięgnęła po brąz młodzieżowych mistrzostw Europy w Tallinnie. Dwa lata później triumfowała na uniwersjadzie w Tajpej. Jedenasta zawodniczka mistrzostw świata w Dosze (2019). W 2021 zdobyła w Tokio wicemistrzostwo olimpijskie. Wicemistrzyni Europy z Monachium (2022). Rok później zdobyła złoto igrzysk europejskich oraz zajęła 6. miejsce podczas światowego czempionatu. Finalistka igrzysk olimpijskich w Paryżu (2024), gdzie uplasowała się na 10. pozycji.
Złota medalistka mistrzostw Niemiec oraz reprezentantka kraju w pucharze Europy w rzutach.
Rekord życiowy: 67,87 (16 sierpnia 2022, Monachium).

## Osiągnięcia
| Rok  | Impreza                                 | Miejsce    | Pozycja           | Wynik |
| ---- | --------------------------------------- | ---------- | ----------------- | ----- |
| 2009 | Olimpijski festiwal młodzieży Europy    | Tampere    | 3. miejsce        | 44,71 |
| 2013 | Młodzieżowe mistrzostwa Europy          | Tampere    | 4. miejsce        | 55,31 |
| 2015 | Puchar Europy w rzutach                 | Leiria     | 1. miejsce (U-23) | 56,62 |
| 2015 | Młodzieżowe mistrzostwa Europy          | Tallinn    | 3. miejsce        | 59,94 |
| 2017 | Puchar Europy w rzutach                 | Las Palmas | 6. miejsce        | 57,77 |
| 2017 | Uniwersjada                             | Tajpej     | 1. miejsce        | 57,25 |
| 2018 | Puchar Europy w rzutach                 | Leiria     | 4. miejsce        | 59,06 |
| 2019 | Mistrzostwa świata                      | Doha       | 11. miejsce       | 57,69 |
| 2021 | Igrzyska olimpijskie                    | Tokio      | 2. miejsce        | 66,86 |
| 2022 | Mistrzostwa świata                      | Eugene     | 11. miejsce       | 59,97 |
| 2022 | Mistrzostwa Europy                      | Monachium  | 2. miejsce        | 67,87 |
| 2023 | I dywizja drużynowych mistrzostw Europy | Chorzów    | 1. miejsce        | 66,84 |
| 2023 | Mistrzostwa świata                      | Budapeszt  | 6. miejsce        | 65,96 |
| 2024 | Igrzyska olimpijskie                    | Paryż      | 10. miejsce       | 60,38 |
| 2025 | Puchar Europy w rzutach                 | Nikozja    | 5. miejsce        | 60,60 |